# Iwalewahaus
Iwalewahaus, Universidad de Bayreuth, es un espacio para la producción y presentación de arte contemporáneo. Mediante exhibiciones, investigación académica y enseñanza, se conservan colecciones y archivos; así como también, se proporcionan residencias para artistas. Desarrollos recientes en cultura contemporánea de África y Diáspora son presentados y refinados en conjunto con artistas e instituciones. La misión de Iwalewahaus es investigar, documentar y enseñar acerca de la cultura Africana. El enfoque consiste en artes visuales, cultura cotidiana, multimedia y música. La casa proporciona espacio para discursos, conferencias, conciertos, presentación de filmes y discursos, y, es al mismo tiempo un foro para artistas, investigadores, estudiantes enfocados en estudios Africanos y público interesado.

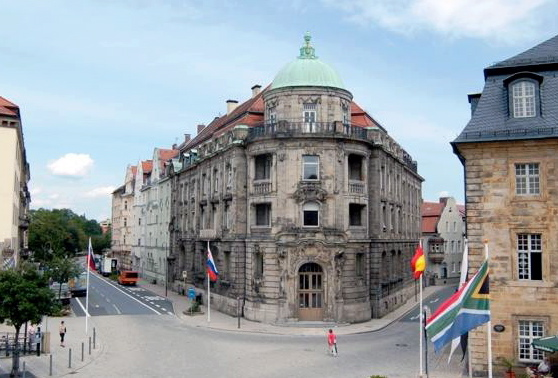
Iwalewahaus, Wölfelstraße 2, 95444 Bayreuth

## Investigación y Enseñanza
La mayor parte de los proyectos de Iwalewa son desarrollados en estrecha cooperación con instituciones de África y Europa, y se sustentan mediante publicaciones. El enfoque de la investigación contiene aspectos como: arte contemporáneo, cultura popular, elementos mediáticos- especialmente fotografía- así como también modernidad y museología Africana. Los siguientes proyectos son parte de la investigación: Africa Screams – Das Böse in Kino, Kunst und Kult (2004); Black Paris (2006); Hidden Pages, Stolen Bodies (2009); Piga Picha! (2008/2010) e Iwalewa - Quatre vues de l’Afrique contemporaine" (2013).
La enseñanza en Iwalewahaus se centra en cuatro áreas: estudios del arte referentes a África, aspectos de la cultura popular Africana, institucionalización e interacción de arte mundial y, finalmente un amplio cuestionamiento acerca de la historia mediática y el estudio de la cultura visual. Desde 2012 el programa de estudio denominado “Art and Curatorial Studies” (“Estudios Artísticos y Curatoriales”) se ha ofertado como parte de los estudios de maestría en “Culture and Society in Africa” (“Cultura y Sociedad en África”).

## Colección
Iwalewahaus mantiene una colección de artes visuales modernas y contemporáneas de África, Asia y áreas del Pacífico, algo único en Alemania. El enfoque principal de la colección es Nigeria, pero existen trabajos artísticos de igual importancia provenientes de Sudán, Mozambique, Tanzania, República Democrática del Congo, Haití, India, Papúa Nueva Guinea y Australia. La colección se basa generalmente en la compilación de Ulli Beier, fundador de Iwalewahaus. La colección de cuadros, especialmente aquellos de la -escuela de Oshogbo- más la colección gráfica con enfoque en la –escuela Nigeriana Nsukka, tiene significación internacional. Aparte de las artes visuales, el archivo de Iwalewahaus hospeda una extensa colección de música contemporánea Africana,  producción video-fílmica de Nigeria y Ghana, y, también textiles Africanos. La colección se ha expandido recientemente con donaciones privadas tales como la colección Kleine-Gunk y la colección Kindermann. Estas extensiones aseguran el estado de la colección como la más extensa, de carácter público,  en el ámbito del arte contemporáneo Africano en Europa a largo plazo.

## Etimología
El término Iwalewa proviene del idioma Yoruba, uno de los tres grupos étnicos más importantes en el suroeste nigeriano. En la traducción literal, Iwalewa significa: “el carácter es belleza”. El término Iwa representa el “buen carácter”, sin embargo, el significado original de Iwa podría traducirse como “existencia”. 

Hemos bautizado esta casa como Iwalewa porque aquí se presenta mucho más que lo exótico de otras culturas. No queremos limitar nuestro interés a la belleza formal de trabajos artísticos extranjeros,  intentamos captar su verdadera identidad, su Iwa.
Ulli Beier

## Historia
La casa abrió sus puertas el 27 de noviembre de 1981 como un apoyo para el enfoque Africano de la Universidad de Bayreuth. El objetivo era introducir a un público más amplio la cultura y arte no provenientes de Europa. Ulli Beier (1922-2011) fue el fundador y primer director de Iwalewa entre 1981 y 1985. Beier fue un notable conocedor de la cultura y arte Nigerianos. Cuando Beier se mudó a Papúa Nueva Guinea en 1985, Ronald Ruprecht se convirtió en director de la casa. De 1989 a 1996 la casa estuvo bajo la dirección de Ulli Beier nuevamente. De 1997 a 2001 Iwalewahaus estuvo dirigida por Till Förster. Posteriormente Förster fue trasladado a la Universidad de Basilea, Tobias Wendl le sucedió en la dirección. Desde de que a Wendl se le ofreciera un cargo en la Universidad Libre de Berlín (Free University of Berlin) Iwalewahaus ha sido dirigida por Ulf Vierke y Nadine Siegert, desde 2010.

## Edificio
Desde 1981 hasta finales de 2013 el domicilio de Iwalewahaus fue una antigua ceca, un edificio construido a base de piedra de arena y protegido como monumento histórico, que data del siglo XVIII.
En noviembre de 2013 Iwalewahaus cambió de ubicación a su nueva residencia ubicada en Wölfelstraße 2-Bayreuth. Este edificio fue construido en 1907 para el Banco Estatal de Baviera en la Alta Franconia. Durante la década de  1970 el edificio estuvo ocupado por la Oficina Forestal y finalmente utilizado para oficinas de inspectoría y autoridades de la construcción. Incluyendo el sótano y altillo, la estructura ofrece cerca de 2.300 metros cuadrados para oficinas, espacio para exhibiciones y archivo.

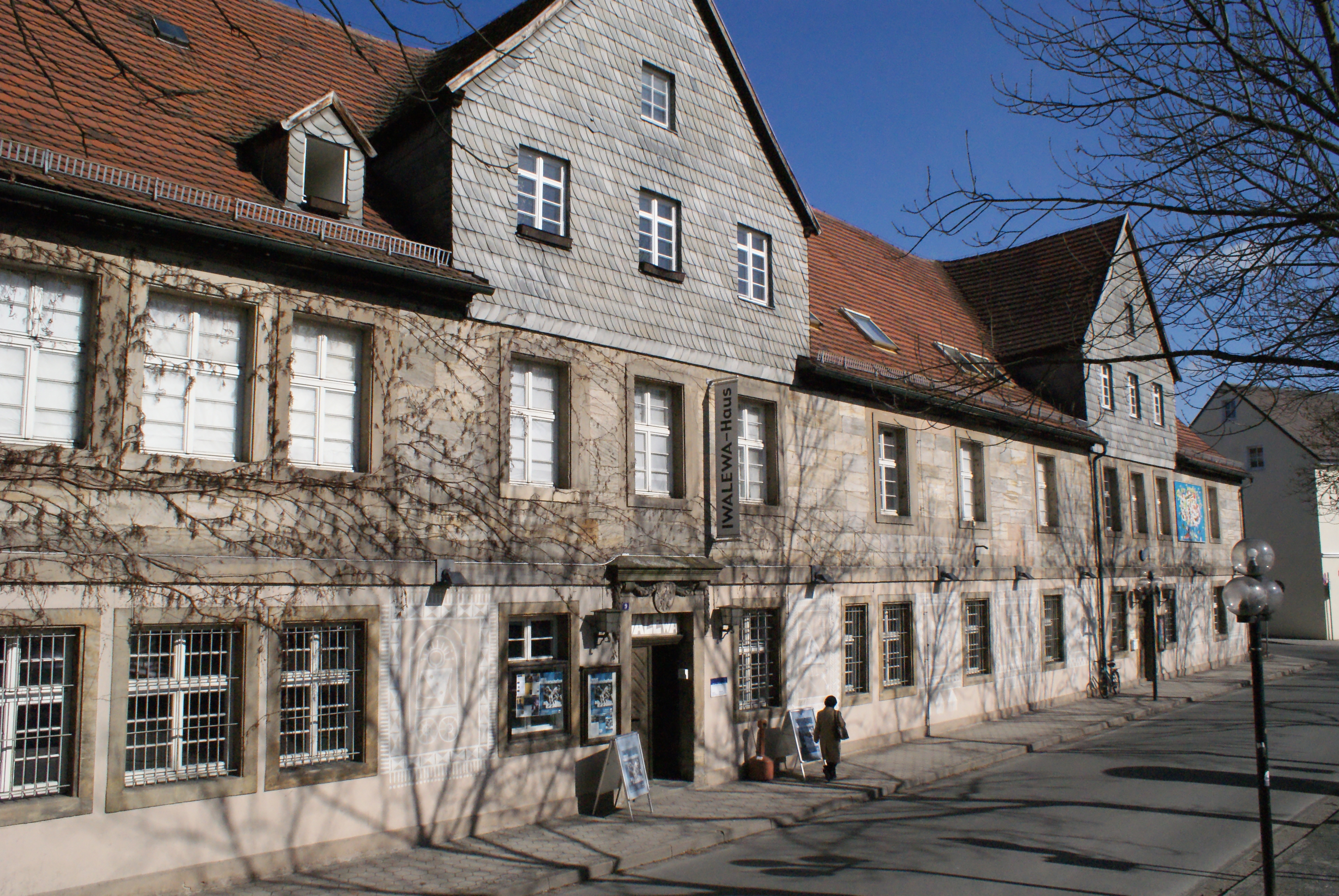
antiguo edificio Iwalewahaus (1981 hasta 2013), Münzgasse 9, 95444 Bayreuth

## Literatura
- Sigrid Horsch-Albert und Till Förster (Hrsg.): Kunst-Spiegelungen der Moderne. Gemälde und Grafiken aus der Sammlung des Iwalewa-Hauses. Köppe, Köln 2001, ISBN 3-89645-127-8.
- Till Förster und Universität Bayreuth (Hrsg.): Afrikaforschung in Bayreuth. 20 Jahre Afrikaforschung an der Universität Bayreuth. Iwalewa-Haus, Bayreuth 1998 (ohne ISBN).
- Pierre-Nicolas Bounakoff, Katharina Greven und Nadine Siegert (Hrsg.): Iwalewa – Quatre vues de l’Afrique contemporaine. Iwalewahaus Bayreuth 2013.